# El Heraldo (Valparaíso)
El Heraldo fue un periódico chileno publicado en Valparaíso entre 1888 y 1953.

## Historia
Fue fundado el 2 de enero de 1888 por Enrique Valdés Vergara, siendo uno de los pocos periódicos —junto con La Unión— que lograron subsistir en Valparaíso en el siglo XIX frente a la influencia de El Mercurio de Valparaíso. En sus inicios se destacó por su posición a favor de la estabilidad de la moneda y de la conversión metálica. Fue opositor al gobierno de José Manuel Balmaceda.
Tenía su enfoque en la información comercial, incluyendo un suplemento con información sobre la importación y exportación de productos y el cambio bancario. Entre 1880 y 1881 publicó un folletín literario. En 1918 redujo su extensión, centrándose en información judicial. Fue publicado hasta el 5 de agosto de 1953.